# 常識
常識（じょうしき）は、社会的に当たり前と思われる行為、その他物事のこと。社会通念ともいう。対義語は非常識（ひじょうしき）。
いったん物事が常識として受け入れられれば、その物事は異議を差し挟まれにくくなる。そのため、常識の内実はしばしば大きな政治的価値を持つ。常識は、メディアを通じて変じることがある。常識を欠いている場合、社会生活上に支障をきたすことも多い。社会によって常識は異なるため、ある社会の常識が他の社会の非常識となることも珍しくない。これは文化摩擦などとして表面化することもある。
良識（りょうしき）については下記の常識と真理を参照。

## 常識と真理
常識は特定の社会の成員が共有し、前提として疑わない認識のことであるから、特定の社会に限定されない普遍性を条件とする真理とは時として相違する。哲学者の三木清によれば、常識の上位概念として良識（りょうしき）があるという。彼によれば常識人が常識を無謬のものとして受容し、常識を盾にして非常識を断罪するのに対し、常識に疑問を持てる知恵が良識なのである。

## 常識の規範的性格
三木清と同じく京都学派の西田左派として知られる戸坂潤は次のように述べ、常識は社会の平均的認識のことではなく、標準的認識という意味での規範的性格を持つと主張した。

## コモン・センス
コモン・センス（英語: Common sense）は、正しく判断を下し、物事を合理的かつ安全に行うための、実践的で基本的な知識や判断の水準という意味で使われる。日本語では、常識、社会的常識、共通感覚、社会通念などと訳される。

### 歴史
コモン・センスの概念はアリストテレスの『霊魂論』に見える共通感覚（希：κοινή αἴσθησις コイネー・アイステーシス、羅：Sensus Communis センスス・コムニス）の概念に由来する。
アリストテレスは五感に共通して付帯する感覚があり、それぞれの感覚を同一の対象の感覚として統合する能力として共通感覚と呼んだ。具体的には、感覚の間の比較、関係付け、個別の感覚だけには属さない抽象的な性質である、形、大きさ、数などがこの共通感覚に由来すると考えられた。
ついで、自然法思想の起源をなし、「自然の光」に照らされた理性的判断は「万人の合意 consensus omnium」をもたらすと説いたストア派から、Sensus Communis には現在に通じる、人々の間で共通する感覚・判断という意味合いが発生した。特に、それを受けて、キケロに代表される修辞学の伝統においては、この意味における Sensus Communis が重視された。
13世紀のトマス・アクィナスはアリストテレスの意味での共通感覚の規定を受け継いで、彼自身の認識論をより詳細に展開させ、スコラ哲学はそれを受け継いだ。
17世紀のヴィーコやシャフツベリ伯によって、人々の共通の感覚という意味での常識は哲学的に主題化された。
イギリス経験論、及びスコットランド常識学派において、人々が共有する本能的で（健全な）判断能力という意味での常識の概念は重要な位置を占めた。トマス・リードはその常識の観念を提示するに当たって、しばしばキケロの Sensus Communis を引用している。彼らはデイヴィッド・ヒュームのように疑わなくても、「2+2は4だろ、だれも証明したわけではないが、みなそれが正しいと思う。それがコモン・センス。美しいものを見て美しいと思うのも、善悪を判断できるのもコモン・センス・それで判断すればいい」と主張した。
カントにおいては Sensus Communis は「共同体感覚 ( Gemeinsinn )」という意味合いで規定され、感性的（美的）なものの普遍性・伝達可能性を支えるものとされている。
歴史的には、トマス・ペインのパンフレット『コモン・センス』が共和主義的アジテーションにおいてコモン・センスの概念を中核に据えたことが有名である。
「コモン・センス」の訳に「識」を使ったことなどから、なだいなだは井上円了あたりの仏教徒だろうと考えられている。
小林秀雄は『常識について』を書いているが、前田陽一が戒めていた「ボン・サンス」（Bon sens「良識」で「賢い判断」位の意味）と「コモン・センス」（小林がフランス語で「サン・コマン」としているのは「サンス・コマン」(Sens commun)の間違い）を混同している。
系統的な文献レビューは、こうした常識を打ち破ることができる。

### その他
「Common Knowledge」は、一般的に理解されている常識、皆が知っている事という意味で使われる。